# Schoolhoofd van Zweinstein
Schoolhoofd van Zweinstein is een beroep uit de Harry Potterboeken van J.K. Rowling. Het Schoolhoofd is de baas van Zweinstein, voluit Zweinsteins Hogeschool voor Hekserij en Hocus-Pocus, en alles wat daarmee te maken heeft. In het kantoor van het schoolhoofd hangt van elk voormalig schoolhoofd een portret, zodat zij het huidige schoolhoofd van advies kunnen voorzien en kunnen informeren over zaken die zich elders in de tovenaarswereld afspelen (doordat er in veel tovenaarsinstellingen ook portretten van hen hangen waartussen ze kunnen verplaatsen).
In het grootste deel van de boekenserie is Albus Perkamentus het schoolhoofd van Zweinstein, totdat hij aan het einde van het zesde boek vermoord wordt door Sneep.

## Schoolhoofden van Zweinstein
| Periode                | Schoolhoofd              |
| onbekend               | Everhard                 |
| onbekend               | Diederik Fanielje        |
| 1741 - 1768            | Dina Deuvekater          |
| rond 1900              | Firminus Nigellus Zwarts |
| 1942 - ca. 1956        | Armando Wafelaar         |
| ca. 1956 - maart 1996  | Albus Perkamentus        |
| maart 1996 - juni 1996 | Dorothea Omber           |
| juni 1996 - juni 1997  | Albus Perkamentus        |
| juni 1997 - juni 1998  | Severus Sneep            |
| juni 1998 - heden      | Minerva Anderling        |

### Everhard
Everhard is een van de beste schoolhoofden van Zweinstein die er ooit is geweest, samen met Dina Deuvekater. Het is niet bekend wanneer hij schoolhoofd van Zweinstein was. Er hangen meerdere portretten van hem in toverinstellingen, zoals in het Ministerie van Toverkunst. Doordat personages op portretten in de Harry Potterboeken de mogelijkheid hebben om van schilderijen naar schilderij te wandelen is hij een heel handige hulp voor Professor Perkamentus.

### Diederik Fanielje
Diederik Fanielje was ooit schoolhoofd van Zweinstein. Hij was een dikke tovenaar met een rode neus. Er hangt een portret van hem in de kamer van het huidige schoolhoofd. Hij is slechthorend en draagt daarom een oortrompet bij zich. Of hij een familieband heeft met Florian Fanielje van Florian Fanielje’s IJssalon, is niet bekend.

### Dina Deuvekater
Dina Deuvekater was schoolhoofd van Zweinstein tussen 1741 en 1768, en samen met Everhard is zij een van de beroemdste schoolhoofden van Zweinstein geweest. Er hangen portretten van haar in verschillende toverinstellingen. Ze was ook een heler in het magische ziekenhuis St. Holisto's Hospitaal voor Magische Ziektes en Zwaktes.